# Crystal Tools
Crystal Toolsは、スクウェア・エニックス 研究開発部が開発した全社共通開発基盤（ゲームエンジン）。

## 概要
2006年5月の「E3 2006」の場で行った「SQUARE ENIX E3 2006 PRESS EVENT」での発表当時は、PS3用ゲームタイトル向けに使用する「ホワイトエンジン」と仮名称で呼んでいたものであり、この開発を行なっていたのが村田琢がジェネラルマネージャーを務める「技術部」という「専門のテクニカルチーム」であった。
2006年9月にこの技術部は、「チーム」というサイズ感から、全社共通開発基盤の開発取り組みのために専任のスタッフがアサインされる「研究開発部」の立ち上げへと至り、部門設立から1年後である2007年9月に「Version 1.0」が完成して、2008年2月に開催があった「GDC 2008」の場で行った「The Technology of FINAL FANTASY」の講演の場で、正式の「Crystal Tools」の発表を改めて行った。
開発基盤は共通だが、それぞれのゲームタイトルでまたそれぞれがカスタマイズして使用している。

## 使用作品
- 2009年 - FINAL FANTASY XIII[2][5]
- 2010年 - FINAL FANTASY XIV（1.0）[注 1][2][4][注 2]
- 2011年 - FINAL FANTASY XIII-2[10]
- 2012年 - DRAGON QUEST X
- 2013年 - LIGHTNING RETURNS: FINAL FANTASY XIII[11]
- 未発売 - FINAL FANTASY Versus XIII[2][12]

## イベント・講演
- Electronic Entertainment Expo 2006 - SQUARE ENIX E3 2006 PRESS EVENT[1]
- CESA Developers Conference 2006 - FINAL FANTASY XII 解体新書
- Game Developers Conference 2007 - FINAL FANTASY XII Postmortem
- Game Developers Conference 2008 - The Technology of FINAL FANTASY[3][2]